# Maiara & Maraisa
Maiara & Maraísa és un duet de música sertaneja format per les bessones Maiara Carla Henrique Pereira i Carla Maraísa Henrique Pereira (São José dos Quatro Marcos, 31 de desembre de 1987), cantants, compositores, multi-instrumentistes i empresàries brasileres

## Biografia
Filles de Marco César Rosa Pereira i Almira Henrique, Maiara i Maraisa van néixer a São José dos Quatro Marcos, a Mato Grosso, Brasil, el 31 de desembre de 1987. Van passar la infància i adolescència a diverses ciutats del país com ara Juruena, Rondonópolis —on el pare va treballar com a empleat de banca—, Araguaína, Montes Claros, Governador Valadares i Belo Horizonte.
Maiara va començar a estudiar Dret i Música, però va concloure solament la carrera de música. Maraísa va començar a fer Relacions internacionals i Música, però com la seva germana només va acabar la carrera de música. Ambdues van començar a cantar als cinc anys d'edat, quan vivien a Juruena, on van pujar per primer cop dalt d'un escenari en un concurs infantil de cant. El març de 2004, van llançar un àlbum titulat Totalmente Livre, sota el nom artístic Gêminis.
El duet sertanejo Jorge e Mateus va ser un dels motius més importants per a l'èxit de les bessones, perquè les van ajudar sempre, principalment Jorge, que les germanes anomenen "pare". La parella va saltar a la fama amb "As Patroas" i també per cançons com ara "10%", "Se Olha no Espelho", "No Dia do Seu Casamento" i "Medo Bobo", incloses a l'àlbum Ao vivo em Goiânia (2016). Després van treure el DVD "Ao vivo em Campo Grande" amb cançons com Bengala & Crochê, Sorte Que Cê Beija Bem, Come Que Larga Desse Trem i Combina Demais.
Actualment les germanes viuen a Goiânia. El duet és reconegut com un símbol del subgènere musical feminejo.

## Discografia
- Totalmente Livre (2004)
- No Dia do Seu Casamento (2014)
- Ao Vivo em Goiânia (2016)
- Ao Vivo em Campo Grande (2017)
- Agora É Que São Elas 2 (amb Marília Mendonça) (2018)
- Reflexo (2018)
- Aqui em Casa (2019)
- Patroas (amb Marília Mendonça) (2020)
- Incomparável (2021)
- Patroas 35% (amb Marília Mendonça) (2021)